# Rome, New York
Rome är en stad (city) i Oneida County i delstaten New York. Vid 2010 års folkräkning hade Rome 32 850 invånare.